# ثورنتون هیث
ثورنتون هیث (به انگلیسی: Thornton Heath) یک شهرک و ناحیه در بریتانیا است که در منطقه کرویدون لندن واقع شده‌است. ثورنتون هیث ۱۶٬۵۳۹ نفر جمعیت دارد.